# Districtul Prešov
Districtul Prešov este situat în Slovacia de est, are 161.782 de locuitori și o suprafață de 934 km². Din punct vedere istoric districtul este fostul comitat ungar Sáros (Šarišský región). El are pe teritoriul său două orașe: Prešov (Preschau), Veľký Šariš (Großscharosch) și 89 de comune.

## Demografie
| An:                | 1994    | 2004    | 2014    | 2024    |
| ------------------ | ------- | ------- | ------- | ------- |
| Număr de persoane: | 156.452 | 163.743 | 171.778 | 175.447 |
| Diferență:         |         | +4,66%  | +4,90%  | +2,13%  |

| An:                | 2023    | 2024    |
| ------------------ | ------- | ------- |
| Număr de persoane: | 174.741 | 175.447 |
| Diferență:         |         | +0,40%  |

## Comune
| - Abranovce - Bajerov (Bayersdorf) - Bertotovce (Bertholdsdorf) - Brestov - Bretejovce - Brežany - Bzenov - Čelovce - Červenica - Demjata - Drienov - Drienovská Nová Ves - Dulova Ves - Fintice (Finzitze) - Fričovce (Friedrichsdorf) - Fulianka - Geraltov (Geralt) - Gregorovce - Haniska - Hendrichovce (Heinrichsdorf) - Hermanovce - Hrabkov - Chmeľov - Chmeľovec - Chmiňany - Chminianska Nová Ves (Neudorf) - Chminianske Jakubovany (Jakobsdorf) - Janov - Janovík - Kapušany | - Kendice - Klenov (Klemberg) - Kojatice - Kokošovce (Kobersdorf) - Krížovany (Kreuzdorf) - Kvačany - Lada - Lažany - Lemešany - Lesíček - Ličartovce - Lipníky - Lipovce (Lipholz) - Lúčina - Ľubotice - Ľubovec - Malý Slivník - Malý Šariš (Kleinscharosch) - Medzany - Miklušovce - Mirkovce - Mošurov - Nemcovce - Okružná - Ondrašovce - Ovčie - Petrovany (Petersdorf) - Podhorany (Hassgut) - Podhradík - Proč | - Pušovce - Radatice - Rokycany - Ruská Nová Ves - Sedlice - Seniakovce - Suchá Dolina - Svinia - Šarišská Poruba - Šarišská Trstená - Šarišské Bohdanovce - Šindliar (Senglerdorf) - Široké - Štefanovce (Stephansdorf) - Teriakovce - Terňa - Trnkov - Tuhrina - Tulčík - Varhaňovce - Veľký Slivník - Víťaz - Vyšná Šebastová - Záborské - Záhradné - Zlatá Baňa - Žehňa - Žipov - Župčany |